# Campeonato Mundial de Karate de 2018
El XXIV Campeonato Mundial de Karate se celebró en Madrid (España) entre el 6 y el 11 de noviembre de 2018 bajo la organización de la Federación Mundial de Karate (WKF) y la Real Federación Española de Karate.
Las competiciones se realizaron en el Palacio de Deportes de la Comunidad de Madrid de la capital española.

## Sede
Al principio, el Mundial fue asignado a la ciudad de Lima (Perú), pero por retrasos en la obra del recinto que sería la sede, la federación de ese país renunció a la organización del evento. Posteriormente, la WKF otorgó la organización a la capital española, que así acogerá por tercera vez esta competición.

## Calendario
| C | Clasificación | F | Finales |

| Noviembre de 2018 | Ma 06  | Mi 07  | Ju 08  | Vi 09  | Sá 10  | Do 11  |
| Kumite            | Kumite | Kumite | Kumite | Kumite | Kumite | Kumite |
| ----------------- | ------ | ------ | ------ | ------ | ------ | ------ |
| –60 kg            |        | C      |        |        | F      |        |
| –67 kg            |        | C      |        |        | F      |        |
| –75 kg            |        | C      |        |        | F      |        |
| –84 kg            | C      |        |        |        | F      |        |
| +84 kg            | C      |        |        |        | F      |        |
| Equipos           |        |        | C      | C      |        | F      |
| Kata              |        |        |        |        |        |        |
| Individual        | C      |        |        |        |        | F      |
| Equipos           |        |        | C      |        |        | F      |

| Noviembre de 2018 | Ma 06  | Mi 07  | Ju 08  | Vi 09  | Sá 10  | Do 11  |
| Kumite            | Kumite | Kumite | Kumite | Kumite | Kumite | Kumite |
| ----------------- | ------ | ------ | ------ | ------ | ------ | ------ |
| –50 kg            |        | C      |        |        | F      |        |
| –55 kg            |        | C      |        |        | F      |        |
| –61 kg            |        | C      |        |        | F      |        |
| –68 kg            | C      |        |        |        | F      |        |
| +68 kg            | C      |        |        |        | F      |        |
| Equipos           |        |        | C      | C      | F      |        |
| Kata              |        |        |        |        |        |        |
| Individual        | C      |        |        |        |        | F      |
| Equipos           |        |        | C      |        |        | F      |

## Medallistas

### Masculino
| Evento                     | Oro | Plata | Bronce |
| -------------------------- | --- | --- | --- |
| Kumite –60 kg (10.11)      | Angelo Crescenzo · Italia                                                                                              | Naoto Sago Japón                                                                                              | Darjan Assadilov · Kazajistán · Abdesalam Ameknasi · Marruecos |
| Kumite –67 kg (10.11)      | Steven Da Costa Francia                                                                                                | Vinícius Figueira · Brasil                                                                                    | Camilo Velozo · Chile · Hamoon Derafshipur · Irán |
| Kumite –75 kg (10.11)      | Bahman Asgari Irán | Luigi Busà · Italia                                                                                           | Ken Nishimura Japón Rafael Ağayev Azerbaiyán |
| Kumite –84 kg (10.11)      | Ivan Kvesić · Croacia                                                                                                  | Valeri Chobotar · Ucrania                                                                                     | Zabiolah Poorshab Irán Uğur Aktaş Turquía |
| Kumite +84 kg (10.11)      | Jonathan Horne · Alemania                                                                                              | Sajjad Ganjzadeh Irán                                                                                         | Babacar Seck · España · Alpaslan Yamanoğlu · Turquía |
| Kumite por equipos (11.11) | Irán Bahman Asgari Saleh Abazari Saman Heidari Ali Ashgar Asiabari Mahdi Jodabajshi Zabiolah Poorshab Sajjad Ganjzadeh | Turquía Uğur Aktaş Erman Eltemur Samed Gök Rıdvan Kaptan Ömer Abdurrahim Özer Burak Uygur Alparslan Yamanoğlu | Japón · Daiki Ando · Ryutaro Araga · Hideyoshi Kagawa · Yuta Mori · Ken Nishimura · Yusei Sakiyama · Rikito Shimada Italia · Ahmed El Sharaby · Rabia Jendoubi · Nello Maestri · Luca Maresca · Simone Marino · Michele Martina · Andrea Minardi |
| Kata individual (10.11)    | Ryo Kiyuna Japón | Damián Quintero · España                                                                                      | Ali Sofuoğlu · Turquía · Mattia Busato · Italia |
| Kata por equipos (11.11)   | Japón Arata Kinjo Ryo Kiyuna Takuya Uemura                                                                             | España · José Manuel Carbonell López · Sergio Galán López · Francisco Salazar Jover                           | Irán · Milad Delijun · Abolfazl Shahryerdi · Ali Zand Italia · Gianluca Gallo · Alessandro Iodice · Giuseppe Panagia |

### Femenino
| Evento                     | Oro                                                           | Plata                                                                    | Bronce |
| -------------------------- | ------------------------------------------------------------- | ------------------------------------------------------------------------ | --- |
| Kumite –50 kg (10.11)      | Miho Miyahara Japón                                           | Serap Özçelik Turquía                                                    | Bettina Plank · Austria · Sara Bahmaniar · Irán |
| Kumite –55 kg (10.11)      | Dorota Banaszczyk · Polonia                                   | Jana Bitsch · Alemania                                                   | Wen Tzu-Yun China Taipéi Ivet Goranova Bulgaria |
| Kumite –61 kg (10.11)      | Jovana Preković Serbia                                        | Yin Xiaoyan China                                                        | Btisam Sadini · Marruecos · Giana Lotfy · Egipto |
| Kumite –68 kg (10.11)      | İrina Zaretska Azerbaiyán                                     | Viktoriya Isayeva · Rusia                                                | Lamia Matub · Argelia · Miroslava Kopúňová · Eslovaquia |
| Kumite +68 kg (10.11)      | Eleni Jatziliadu · Grecia                                     | Ayumi Uekusa Japón                                                       | Shymaa Abu El-Yazed · Egipto · Hana Antunovic · Suecia |
| Kumite por equipos (10.11) | Francia Léa Avazeri Andréa Brito Leïla Heurtault Laura Sivert | Japón Natsumi Kawamura Ayaka Saito Kayo Someya Ayumi Uekusa              | España · María Torres García · Cristina Vizcaíno González · Laura Palacio González · Cristina Ferrer García Egipto · Giana Lotfy · Shymaa Abu El-Yazed · Aisha Ahmed · Feryal Abdelaziz |
| Kata individual (10.11)    | Sandra Sánchez · España                                       | Kiyou Shimizu Japón                                                      | Grace Lau Mo Sheung · Hong Kong · Viviana Bottaro · Italia |
| Kata por equipos (11.11)   | Japón Saori Ishibashi Mai Mugiyama Sae Taira                  | España · Marta García Lozano · Lidia Rodríguez Encabo · Raquel Roy Rubio | Italia · Sara Battaglia · Terryana D'Onofrio · Michela Pezzetti Turquía · Dilara Eltemur · Rabia Küsmüş · Gizem Sofuoğlu                                                                |

## Medallero
| Núm. | País         | Oro | Plata | Bronce | Total |
| ---- | ------------ | --- | ----- | ------ | ----- |
| 1    | Japón        | 4   | 4     | 2      | 10    |
| 2    | Irán         | 2   | 1     | 4      | 7     |
| 3    | Francia      | 2   | 0     | 0      | 2     |
| 4    | España       | 1   | 3     | 2      | 6     |
| 5    | Italia       | 1   | 1     | 5      | 7     |
| 6    | Alemania     | 1   | 1     | 0      | 2     |
| 7    | Azerbaiyán   | 1   | 0     | 1      | 2     |
| 8    | Croacia      | 1   | 0     | 0      | 1     |
| 8    | Grecia       | 1   | 0     | 0      | 1     |
| 8    | Polonia      | 1   | 0     | 0      | 1     |
| 8    | Serbia       | 1   | 0     | 0      | 1     |
| 12   | Turquía      | 0   | 2     | 4      | 6     |
| 13   | Brasil       | 0   | 1     | 0      | 1     |
| 13   | China        | 0   | 1     | 0      | 1     |
| 13   | Rusia        | 0   | 1     | 0      | 1     |
| 13   | Ucrania      | 0   | 1     | 0      | 1     |
| 17   | Egipto       | 0   | 0     | 3      | 3     |
| 18   | Marruecos    | 0   | 0     | 2      | 2     |
| 19   | Argelia      | 0   | 0     | 1      | 1     |
| 19   | Austria      | 0   | 0     | 1      | 1     |
| 19   | Bulgaria     | 0   | 0     | 1      | 1     |
| 19   | Chile        | 0   | 0     | 1      | 1     |
| 19   | China Taipéi | 0   | 0     | 1      | 1     |
| 19   | Eslovaquia   | 0   | 0     | 1      | 1     |
| 19   | Hong Kong    | 0   | 0     | 1      | 1     |
| 19   | Kazajistán   | 0   | 0     | 1      | 1     |
| 19   | Suecia       | 0   | 0     | 1      | 1     |
|      | TOTAL        | 16  | 16    | 32     | 64    |